# 佐倉村 (広島県)
佐倉村（さくらむら）は、広島県甲奴郡にあった村。現在の府中市の一部にあたる。

## 地理
矢多田川の流域に位置していた。

## 歴史
- 1889年（明治22年）4月1日、町村制の施行により、甲奴郡佐倉村が単独で村制施行し、佐倉村が発足[1][2]。佐倉村、井永村、水永村、斗升村、岡屋村、階見村の町村組合を結成し役場を岡屋村に設置[1]。
- 1895年（明治28年）10月1日、甲奴郡井永村、水永村、斗升村、岡屋村と合併し、清岳村を新設して廃止された[1][2]。

### 地名の由来
『西備名区』に記載の、南朝忠臣・桜山茲俊の父・宮正盛が元応元年（1319年）当地に下向し築城したことによる。

## 産業
- 農業、紙漉業[1]

## 教育
- 1882年（明治15年）佐倉小学校開校[1]。